# 가쓰야 도시노부
가쓰야 도시노부(일본어: 勝矢 寿延, 1961년 9월 2일 ~ )는 일본의 전직 축구 선수로 현역 당시 포지션은 수비수였다.

## 구단 경력
1984년 일본 사커 리그의 혼다 기연에 입단했다. 1991년까지 140경기에 출전하여, 6득점을 넣었다. 1991년 닛산 자동차(요코하마 마리노스)로 이적했다. 1990년과 1991년 2번의 천황배 우승을 차지했다. 1994년 주빌로 이와타로 이적했다. 1997년에 J1리그 우승을 차지했다. 1998년 세레소 오사카로 이적했다. 1998년후 현역 은퇴.

## 국가대표팀 경력
그는 1985년 FIFA 월드컵 예선에 참가할 일본 국가대표팀에 발탁되었으며, 9월 22일 홍콩와의 경기에서 데뷔했다. 1986년 아시안 게임, 1992년 AFC 아시안컵에도 출전, 1992년 아시안컵 우승에 기여했다. 그는 1993년까지 국제 A매치 통산 27경기에 출전했다.

## 통계
| 일본 | 일본 | 일본 |
| 연도 | 출전 | 득점 |
| ---- | ---- | ---- |
| 1985 | 2    | 0    |
| 1986 | 4    | 0    |
| 1987 | 6    | 0    |
| 1988 | 0    | 0    |
| 1989 | 0    | 0    |
| 1990 | 0    | 0    |
| 1991 | 0    | 0    |
| 1992 | 9    | 0    |
| 1993 | 6    | 0    |
| 통산 | 27   | 0    |